# LAN Cargo
LATAM Cargo Chile (trước đây là  LAN Cargo S.A) là hãng hàng không vận chuyển hàng hóa, trụ sở ở Santiago, Chile. LATAM Cargo Chile là hãng phụ thuộc của LAN Airlines, đảm nhận việc vận chuyển hàng hóa trong châu Mỹ. Căn cứ chính của hãng ở Sân bay quốc tế Comodoro Arturo Merino Benítez, Santiago.

## Lịch sử
Hãng được thành lập năm 1929 dựa trên phân ban vận chuyển hàng hóa của "LAN Chile", Ladeco và "Fast Air". Hãng cộng tác chặt chẽ với các hãng hàng không chở hàng hóa khác trong nhóm, ABSA - Aerolinhas Brasileiras, Florida West International Airways và MasAir.

## Đội máy bay
(Tháng 3/2007):